# Machanayakanahalli, Heggadadevankote
Machanayakanahalli là một làng thuộc tehsil Heggadadevankote, huyện Mysore, bang Karnataka, Ấn Độ.